# Городовская, Вера Николаевна
Вера Николаевна Городовская (20 января 1919, Ростов, Ярославская губерния, РСФСР — 26 октября 1999, Москва) — исполнительница игры на гуслях, композитор, Народная артистка РСФСР (1969).

## Биография
Вера Николаевна Городовская родилась 20 января 1919 года в г. Ростов Великий Ярославской области. Отец, Смирнов Николай Леонидович, служил регентом Ростовского Собора, мать, Смирнова Наталья Павловна, работала по дому.
Вера Николаевна с 1926 года училась в Ростовской музыкальной школе, с 1934 года — в Ярославском музыкальном техникуме по классу фортепиано (педагог А. Львова). С 1938 года училась в Московской консерватории по классу фортепиано (педагог профессор С. Е. Файнберг).
Место работы: работала в Ярославском симфоническом оркестре, в оркестре русских народных инструментов. Солистка Государственного оркестра русских народных инструментов им. Н. П. Осипова. Играла на клавишных гуслях, щипковых гуслях.
Написала книгу «Школа игры на клавишных и щипковых гуслях» (М., 1999).
Семья: супруг, Видякин Сергей Александрович. исполнитель на домре в Академическом оркестре народных инструментов России им. Н. П. Осипова.
Жила в Москве на Ленинградском шоссе. Похоронена на Головинском кладбище.

## Награды и заслуги
- Орден «За заслуги перед Отечеством» IV степени (22 января 1999) — за большой вклад в сохранение и развитие национальных традиций в музыкальной культуре[2].
- Орден Дружбы народов (12 января 1994) — за большие заслуги в развитии и пропаганде отечественной музыкальной культуры[3]
- Народная артистка РСФСР (1969)
- Медали «За оборону Москвы», «За доблестный труд в Великой Отечественной войне»

## Творчество
Сочинения и обработки для оркестра: «Выйду на улицу», «Камушка», «Кубанская рапсодия», «Москва моя», «Молодёжная увертюра», «Памяти Есенина», «На улице дождик», «Не слышно шума городского», «Русская тройка», «Плескач», «Русская зима», «Русский вальс», «Ромалеска», «Степь да степь кругом», «Травушка-муравушка» увертюры на астраханские и тамбовские темы, фантазии на темы песен Л. А. Руслановой, Т. Хренникова, «Хоровод», «Частушки», «Черемшина».
Сочинения для дуэта гуслей: «Березка», «Воспоминания об Андрееве», «Лесная сказка», «Липа вековая», «Старинный вальс», «Не брани меня, родная», «По небу по синему», «По улице мостовой», «Тонкая рябина», «То не ветер ветку клонит», «Уральская рябинушка», «Осенний сон»,
Переложения пьес русских и зарубежных композиторов.
Пьесы для гуслей, концерты: Волжская фантазия, «Ивушка», Концерт в 3-х частях, «Ходила младешенька».
Аранжировки, обработки, пьесы для балалайки: «Выйду на улицу», «Выйду ль я на реченьку», «Калинка», «Красная лента», «Однозвучно гремит колокольчик», «Позарастали стежки-дорожки», «Под окном черемуха колышется», «Посею лебеду», «Русский перепляс», «Уж ты сад», «Русские напевы». Для домры: «Веселая домра», «Кукушка», «Концертное рондо», «Маленький вальс», «Не корите меня, не браните», «Памяти Есенина», Парафраз на два старинных романса, «Размышление», «Северные напевы», «Скоморошина», «Темно-вишневая шаль», «Чернобровый, черноокий».
Фантазия на русские песни.